# Хаджи Хасан махала
Хаджи Хасан махала (разговорно: Аджисан махала) е един от най-старите квартали в Пловдив. Разположен е в централната част на града, между Понеделник пазар, Стария град, площад Шахбазян, площад Тримонциум, бул. Шести септември, бул. Мария Луиза и бул. Източен. В квартала има археологически разкопки, разкриващи част от Източната порта на античния римски град Тримонциум.

## История
Историческото начало на Хаджи Хасан махала е към XV в., предполага се, че е основана от турски военачалник и духовно лице, чието име е носила джамията „Хаджи Хасан“, която вече не съществува. В миналото махалата се е простирала и по източните и северните хълмове на Небет тепе, като е достигала близо до Баня Старинна.
В Хаджи Хасан махала от много години съвместно живеят българи, арменци, турци и цигани, основната част от които се самоопределят като турци. В сравнение с другите етнически махали, тази е най-цивилизованата и с най-богато население. Тя е своеобразен анклав в града, неочаквано влизане в друго време и пространство между миналото и настоящето.